# Calymmaria scotia
Pour les articles homonymes, voir Scotia (homonymie).
Espèce
Calymmaria scotia est une espèce d'araignées aranéomorphes de la famille des Cybaeidae.

## Distribution
Cette espèce est endémique de Californie aux États-Unis,. Elle se rencontre dans les comtés de Humboldt et de Mendocino.

## Description
Les femelles mesurent de 3,57 à 4,28 mm et les mâles de 2,79 à 3,47 mm.

## Étymologie
Son nom d'espèce lui a été donné en référence au lieu de sa découverte, Scotia.

## Publication originale
- Heiss & Draney, 2004 : Revision of the Nearctic spider genus Calymmaria (Araneae, Hahniidae). Journal Of Arachnology, vol. 32, no 3, p. 457-525 (texte intégral).